# Стирач
«Стирач» (англ. «Eraser») — американський бойовик 1996 року, режисера Чака Рассела. Слоган фільму: «He will erase your past to protect your future» («Він стре Ваше минуле, щоб захистити Ваше майбутнє»).

## Сюжет
Джон Крюгер, найкращий фахівець із програми по захисту свідків, веде смертельно небезпечну боротьбу з корумпованими колегами із ФБР на чолі зі своїм колишнім учителем. Він захищає чесну жінку, що довідалася про те, що корпорація, де вона працює, продає свої новітні розробки в інші країни, що є державною зрадою…

## У ролях
- Арнольд Шварценеггер — маршал США Джон «Стирач» Крюгер
- Джеймс Каан — маршал США Роберт ДеГюрін
- Ванесса Вільямс — Лі Каллен
- Джеймс Коберн — шеф Беллер
- Роберт Пастореллі — Джонні Кастелеоне
- Джеймс Кромвелл — Вільям Донохью
- Денні Нуччі — заступник Монро
- Енді Романо — заступник міністра оборони Даніель Харпер
- Нік Чінланд — агент Кальдерон
- Майкл Пападжон — агент Шиффер
- Джо Вітереллі — Тоні
- Марк Ролстон — Дж. Скар
- Джон Слеттері — агент ФБР Корман
- Роберт Міранда — Фредіано
- Рома Маффіа — Клер Айзекс
- Тоні Лонго — маленький Майк
- Джеррі Бекер — Морхарт
- Джон Снайдер — Сел
- Мелора Волтерс — Дерлін
- Олек Крупа — Сергій Іванович Петровський
- Сілк Козарт — Дерріл
- К. Тодд Фріман — Датон
- Патрик Кілпатрик — Джеймс Хаггерті

## Нагороди й номінації
| Рік  | Премія               | Категорія             | Фільм або серіал     | Результат |
| ---- | -------------------- | --------------------- | -------------------- | --------- |
| 2003 | BMI Film & TV Awards | Найкращий саундтрек   | Алан Сільвестрі      | Перемога  |
| 2003 | Оскар                | Найкращі спецефекти   |                      | Номінація |
| 2003 | MTV Movie Awards     | Найкращий екшн-епізод | Арнольд Шварценеггер | Номінація |